# Šumadijský okruh
Šumadijský okruh (srbsky Šumadijski okrug, cyrilicí Шумадијски округ) se nachází v Centrálním Srbsku. Správní centrum je ve městě Kragujevac.

## Geografie
Šumadija se rozkládá jižně a jihovýchodně od Bělehradu na ploše 2 388 km2, od severu k jihu je dlouhá cca 70 km a od západu k východu široká cca 40 km. Krajina ve východní části je rovinatá a v ostatních částech s pahorkatinami respektive pohořími na jižním a západním okraji. Rozkládá se v nadmořské výšce od cca 100 m (u řeky Moravy na východě) a na západě je nejvyšší bod Rudnik s nadmořskou výškou 1152 m.[zdroj?]
Jde o zemědělsko-průmyslovou oblast, přičemž průmysl je soustředěn především do Kragujevace a jeho okolí. [zdroj?]

## Správní dělení
Opštiny:
- Aranđelovac
- Topola
- Rača
- Batočina
- Knić
- Lapovo

Město Kragujevac je rozděleno do:
- Aerodrom
- Pivara
- Stanovo
- Stari grad
- Stragari

## Historie
Město Kragujevac má dlouhou historii a v okolí jsou historické památky (kláštery) a dlouhodobá je zde i historie srbského školství. Dnes je Kragujevac moderním městem a významným průmyslovým centrem Srbska.[zdroj?]
V okolí Kragujevace je několik středověkých klášterů, zahrnující Divostinský klášter ze 13. století, dračský klášter (z neznámé doby) a klášter sv. Mikuláše, předpokládá se, že vznikl v době okolo bitvy na Kosově poli roku 1389.[zdroj?]
V roce 1883 vzniklo v Kragujevaci gymnázium, bylo to první srbské gymnázium jižně od Sávy a Dunaje.[zdroj?]